# Piper lutescens
Piper lutescens är en pepparväxtart som beskrevs av C. Dc.. Piper lutescens ingår i släktet Piper och familjen pepparväxter. Inga underarter finns listade i Catalogue of Life.